# Нижні Соколи
Нижні Со́коли (рос. Нижние Соколы) — присілок (колишнє село) у складі Асінівського району Томської області, Росія. Входить до складу Новиковського сільського поселення.

## Населення
Населення — 174 особи (2010; 202 у 2002).
Національний склад (станом на 2002 рік):
- росіяни — 89 %